# Sesori
Sesori es un distrito del municipio de San Miguel Norte en el departamento de San Miguel en la zona oriental de El Salvador.

## Contexto geográfico
Se divide en 11 Cantones y 102 caseríos. El distrito tiene una superficie de 203.30 km² y una población de 10,128 habitantes (2024). La cabecera, Sesori, está situada a 225.0 metros sobre el nivel del mar, y a 33 km al noreste de la ciudad de San Miguel.

## Límites
Está limitado por los siguientes distritos: al Norte, por Nuevo Edén de San Juan, San Gerardo, San Luis de la Reina y Ciudad Barrios; al Este, por Ciudad Barrios, y Chapeltique; al Sur, por Lolotique, El Triunfo y Nueva Granada, (ambos del departamento de Usulután) y al Oeste, por Nuevo Edén de San Juan.

## Festividades
Las fiestas patronales las celebran del 20 al 21 de septiembre en honor a San Mateo Apóstol y el 6 y 7 de marzo al Sagrado Corazón; sus calles adoquinadas, empedradas y de tierra. Se divide en los barrios: El Centro, El Calvario, San Juan y La Carlota. 

## Geografía física
El clima del distrito en su mayor parte es cálido, pertenece al tipo de tierra caliente. El monto pluvial anual oscila entre 1,600 y 2,000 milílitros.
La vegetación está constituida por bosque húmedo subtropical y bosque muy húmedo subtropical. Las especies arbóreas más notables son: conacaste, copinol, jiote, almendro de río, tempate, y frutales.
En suelos, predominan los tipos de aluviones y riolitas andesíticas basáltica, con interalaciones de materiales piroclásticos.
Los tipos de suelo que se encuentran en el municipio son: Regosoles y Aluviales, latosoles arcillo rojizos y litosoles, en áreas pedregosas superficiales, de onduladas, a montañosas muy accidentadas. grumosoles, litosoles y latosoles, arcillos rojizos, en áreas de casi a nivel, a fuertemente alomadas.

## Economía

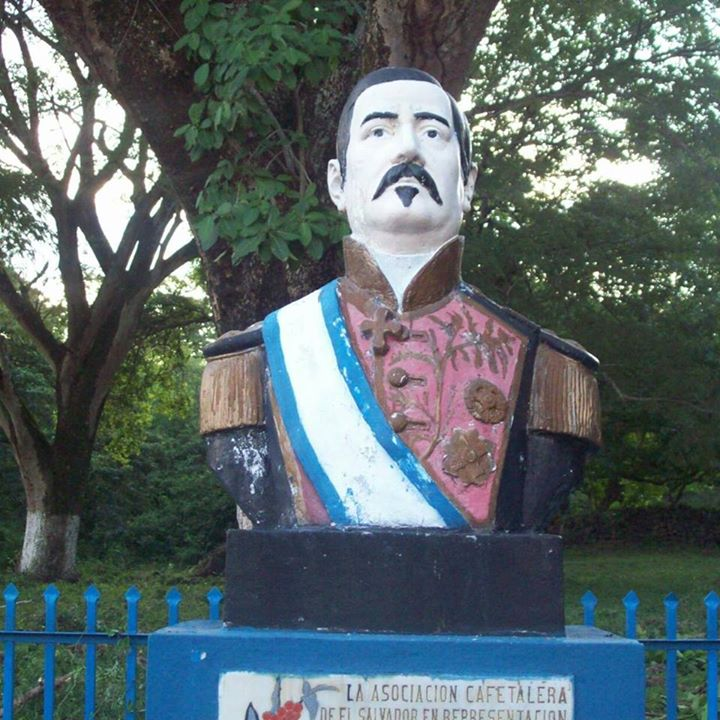
Busto del Capitán General Gerardo Barrios

Los productos agrícolas más cultivados en el distrito son: granos básicos, café, plantas, hortalizas, caña de azúcar y frutas. En el rubro pecuario existe la crianza de ganado vacuno y porcino, como también las aves de corral. La principal industria del municipio lo constituye la elaboración de productos lácteos, dulce de panela, cerámica y jarcía. En el comercio local existen tiendas y otros negocios. Su comercialización la realiza con las cabeceras municipales de Nueva Granada y El Triunfo; San Gerardo, San Luís de La Reina, Ciudad Barrios, Chapeltique, Lolotique y otras. La Ciudad de Sesori, se comunica por carretera mejorada de tierra con los municipios de Nueva Granada, El Triunfo, San Gerardo, San Luis de La Reina, Lolotique, Chapeltique y Ciudad Barrios; cantones y caseríos se comunican por caminos vecinales a la cabecera municipal.